# Gerald Glatzmeyer
Gerald Glatzmeyer (Viena, 14 de dezembro de 1968 - Schwechat, 11 de janeiro de 2001) foi um futebolista austríaco. Ele competiu na Copa do Mundo FIFA de 1990, sediada na Itália, na qual a seleção de seu país terminou na 17º colocação dentre os 24 participantes.
Por clubes, atuou por Áustria Viena, First Vienna, Admira Wacker, Favoritner, St. Pölten e Schwechat. Parou de jogar em 1999, no Parndorf.
Menos de um mês após completar 32 anos, Glatzmeyer morreu em janeiro de 2001, após sofrer um acidente de carro em Schwechat, a sudoeste de Viena.